# تشا جي يون
تشا جي يون (بالكورية: 차지연)‏ هي ممثلة ومغنية كورية جنوبية. ولدت يوم 22 فبراير 1982 في دايجون في كوريا الجنوبية.

## اعمالها

### افلام
- الخائن (2015)

## روابط خارجية
- تشا جي يون على موقع IMDb (الإنجليزية)
- تشا جي يون على موقع قاعدة بيانات الفيلم (الإنجليزية)